# Rivas Vaciamadrid
Rivas Vaciamadrid – stacja metra w Madrycie, na linii 9. Znajduje się w Rivas-Vaciamadrid i zlokalizowana jest pomiędzy stacjami Rivas Futura i La Poveda. Została otwarta 7 kwietnia 1999.